# Perissostomus
Perissostomus palpalis es una  especie de coleóptero adéfago de la familia Carabidae y el único miembro del género monotípico Perissostomus.